# 花山院長雅
花山院 長雅（かさんのいん ながまさ）は、鎌倉時代中期の公卿。鷹司長雅とも。右大臣・花山院定雅の子。官位は正二位・大納言。

## 経歴
以下、『公卿補任』と『尊卑分脈』の内容に従って記述する。
- 建長6年（1254年）12月25日、参議に任ぜられる。この時、正四位下右中将。
- 建長7年（1255年）1月5日、従三位に叙される。
- 正嘉元年（1257年）1月26日、正三位に昇叙。
- 正元元年（1259年）9月28日、権中納言に任ぜられる。
- 文応元年（1260年）3月29日、従二位に昇叙。
- 弘長3年（1263年）1月6日、正二位に昇叙。
- 文永元年（1264年）10月29日、母の喪に服す。
- 文永5年（1265年）12月2日、権大納言に任ぜられる[2]。
- 建治2年（1276年）3月29日、前太政大臣である兄・通雅が薨去。
- 弘安6年（1283年）1月には白馬内弁を勤める。2月26日、権大納言を辞した。
- 弘安7年（1284年）5月6日、大納言に還任。
- 弘安8年（1285年）3月6日、大納言を辞したが同月10日には本座を許される。
- 弘安10年（1287年）12月16日、薨去。享年52、又は53とも。

## 系譜
父：花山院定雅
- 母：二条定高娘
- 妻：清水谷按子 - 従三位、権大納言清水谷実持の娘
  - 男子：花山院定長 - 従二位参議中将
  - 男子：花山院家雅 - 正二位権大納言
  - 女子：花山院家定室